# Campeonato Mundial de Atletismo em Pista Coberta de 2012 - Salto triplo feminino
A prova do salto triplo feminino do Campeonato Mundial de Atletismo em Pista Coberta de 2012 foi disputada entre 9 e 10 de março na Ataköy Athletics Arena em Istambul, Turquia.

## Recordes
Antes desta competição, os recordes mundiais e do campeonato nesta prova eram os seguintes:
|    | Nome             | Nacionalidade | Distância | Local     | Data               |
| -- | ---------------- | ------------- | --------- | --------- | ------------------ |
| WR | Tatyana Lebedeva | Rússia        | 15m 36cm  | Budapeste | 6 de março de 2004 |
| CR | Tatyana Lebedeva | Rússia        | 15m 36cm  | Budapeste | 6 de março de 2004 |

## Medalhistas
| Ouro                | Prata               | Bronze          |
| Yamilé Aldama (GBR) | Olga Rypakova (KAZ) | Mabel Gay (CUB) |

## Cronograma
| Data        | Hora  | Evento  |
| ----------- | ----- | ------- |
| 9 de março  | 9:30  | Bateria |
| 10 de março | 17:05 | Final   |

## Resultados

### Bateria
Qualificação: 14,30 m (Q) ou os 8  melhores qualificados (q).
| Colocação | Grupo | Atleta                | Nacionalidade  | #1    | #2    | #3    | Resultado | Notas |
| --------- | ----- | --------------------- | -------------- | ----- | ----- | ----- | --------- | ----- |
| 1         | A     | Yamilé Aldama         | Reino Unido    | 14.62 |       |       | 14.62     | Q, SB |
| 2         | A     | Olga Rypakova         | Cazaquistão    | 14.39 |       |       | 14.39     | Q     |
| 3         | B     | Anna Kryłowa          | Rússia         | 14.01 | 14.27 | x     | 14.27     | q     |
| 4         | B     | Li Yanmei             | China          | 14.23 | x     | —     | 14.23     | q, SB |
| 5         | A     | Mabel Gay             | Cuba           | x     | 14.22 | x     | 14.22     | q     |
| 6         | A     | Dana Velďáková        | Eslováquia     | x     | 14.21 | x     | 14.21     | q, SB |
| 7         | B     | Kimberly Williams     | Jamaica        | 14.09 | 14.15 | 13.88 | 14.15     | q     |
| 8         | B     | Yargelis Savigne      | Cuba           | 13.84 | 14.00 | 14.09 | 14.09     | q     |
| 9         | A     | Marija Šestak         | Eslovênia      | x     | 14.05 | 14.04 | 14.05     |       |
| 10        | A     | Wiktorija Walukiewicz | Rússia         | 13.71 | 13.49 | 14.00 | 14.00     |       |
| 11        | A     | Níki Panéta           | Grécia         | 13.45 | 13.98 | 13.81 | 13.98     |       |
| 12        | B     | Mayookha Johny        | Índia          | 13.74 | 13.95 | x     | 13.95     | NR    |
| 13        | A     | Aleksandra Kotlyarova | Uzbequistão    | 13.67 | 13.66 | 13.95 | 13.95     |       |
| 14        | A     | Baya Rahouli          | Argélia        | 13.83 | x     | x     | 13.83     |       |
| 15        | A     | Cristina Bujin        | Roménia        | 13.75 | x     | 13.80 | 13.80     |       |
| 16        | B     | Irina Ektowa          | Cazaquistão    | 13.26 | 13.62 | 13.70 | 13.70     |       |
| 17        | B     | Kristin Gierisch      | Alemanha       | 13.67 | 13.67 | —     | 13.67     |       |
| 18        | B     | Ksienija Dziacuk      | Bielorrússia   | 13.49 | x     | 13.66 | 13.66     |       |
| 19        | B     | Adelina Gavrilă       | Roménia        | x     | 13.63 | 13.65 | 13.65     |       |
| 20        | A     | Petia Daczewa         | Bulgária       | 13.65 | 13.60 | x     | 13.65     | SB    |
| 21        | B     | Hanna Kniaziewa       | Ucrânia        | 13.65 | 13.51 | 13.28 | 13.65     |       |
| 22        | B     | Gisele de Oliveira    | Brasil         | x     | 13.60 | 13.49 | 13.60     |       |
| 23        | A     | Xie Limei             | China          | 13.54 | x     | 11.99 | 13.54     |       |
| 24        | B     | Valeriya Kanatova     | Uzbequistão    | 13.51 | 13.48 | 13.48 | 13.51     |       |
| 25        | B     | Andriana Bynowa       | Bulgária       | 13.50 | 13.50 | 12.86 | 13.50     |       |
| 26        | A     | Amanda Smock          | Estados Unidos | x     | 12.99 | 13.25 | 13.25     |       |
| 27        | A     | Rusłana Cychoćka      | Ucrânia        | 13.21 | x     | x     | 13.21     |       |
| 28        | B     | Sevim Sinmez          | Turquia        | x     | 13.13 | 12.64 | 13.13     |       |
|           | A     | Patricia Sarrapio     | Espanha        | x     | x     | x     | NM        |       |
|           | B     | Snežana Rodič         | Eslovênia      | x     | x     | x     | NM        |       |

### Final
A final ocorreu dia 10 de março. 
| Colocação         | Atleta            | Nacionalidade | #1    | #2    | #3    | #4    | #5    | #6    | Resultado | Notas |
| ----------------- | ----------------- | ------------- | ----- | ----- | ----- | ----- | ----- | ----- | --------- | ----- |
| Medalha de ouro   | Yamilé Aldama     | Reino Unido   | 14.10 | 14.82 | X     | -     | -     | -     | 14.82     | SB    |
| Medalha de prata  | Olga Rypakova     | Cazaquistão   | X     | X     | X     | 14.45 | 14.63 | X     | 14.63     |       |
| Medalha de bronze | Mabel Gay         | Cuba          | 14.08 | 14.05 | 14.19 | X     | 14.29 | 14.13 | 14.29     |       |
| 4.                | Yargelis Savigne  | Cuba          | 14.28 | 14.18 | 14.12 | 13.68 | 14.11 | 13.90 | 14.28     |       |
| 5.                | Kimberly Williams | Jamaica       | 14.05 | 13.41 | 14.22 | 13.72 | 13.76 | 14.27 | 14.27     |       |
| 6.                | Anna Kryłowa      | Rússia        | 13.92 | 14.21 | X     | 14.04 | X     | 14.06 | 14,06     |       |
| 7.                | Li Yanmei         | China         | 13.82 | X     | X     | X     | 14.02 | X     | 14.02     |       |
| 8.                | Dana Velďáková    | Eslováquia    | X     | X     | 13.97 | X     | X     | X     | 13,97     |       |

Legenda
| Recorde mundial       | Recorde mundial (World record)               |                       | Recorde africano                      | Recorde africano (African) |                                           | Q | Classificado por posição (Qualified) |
| Recorde do campeonato | Recorde do campeonato (Championship record)  | Recorde da América    | Recorde da América (Americas)         | q                          | Classificado por melhor tempo (Qualified) |   |                                      |
| Melhor marca do ano   | Melhor marca do ano (World leading)          | Recorde asiático      | Recorde asiático (Asian)              | DNS                        | Não largou (Did not start)                |   |                                      |
| Recorde nacional      | Recorde nacional (National record)           | Recorde europeu       | Recorde europeu (European)            | DNF                        | Não terminou (Did not finish)             |   |                                      |
| Recorde pessoal       | Recorde pessoal do atleta (Personal best)    | Recorde da Oceania    | Recorde da Oceania (Oceania)          | DSQ / DQ                   | Desclassificado (Disqualified)            |   |                                      |
| Recorde da temporada  | Recorde da temporada do atleta (Season best) | Recorde sul-americano | Recorde sul-americano (South America) | NM                         | Sem marca (No mark)                       |   |                                      |